# 1906 en littérature
| Années de la littérature : 1903 - 1904 - 1905 - 1906 - 1907 - 1908 - 1909    |
| Décennies de la littérature : 1870 - 1880 - 1890 - 1900 - 1910 - 1920 - 1930 |

Cet article présente les faits marquants de l'année 1906 en littérature.

## Événements
- Octobre : formation du Groupe de l'Abbaye.

## Parutions

### Biographies et souvenirs
- Honoré de Balzac (1799-1850) : Lettres à l’étrangère, tome II, (1842-1844).
- Pierre de Ségur, Julie de Lespinasse aux éd. Calmann-Lévy
- Georges Bertrin, Sainte-Beuve et Chateaubriand, éd. Victor Lecoffre

### Essais
- Mark Twain, De la religion : Dieu est-il immoral ?
- Luigi Galleani et Ettore Molinari (en) : La Salute è in voi!

### Poésie
- Nouveaux Vers, de Endre Ady.
- 19 mars : Sortie du poème Le Rêve de Bob Smart de Robert William Service.

### Romans
- Juillet : Les Désenchantées, de Pierre Loti.
- Novembre : Les Désarrois de l’élève Törless, de Robert Musil publié à Vienne.

- La Jungle, roman d’Upton Sinclair, fait le procès de l’industrie de la viande.
- Le Talon de fer, roman de Jack London.
- Le Merveilleux voyage de Nils Holgersson, de Selma Lagerlöf.
- Stephanos de Valéry Brioussov.
- Histoire de mon contemporain de Vladimir Korolenko.
- Botchan de Sōseki Natsume.
- Jack London, Croc-Blanc

## Théâtre
- 6 février : Débuts sur la scène de Colette Willy.
- Septembre : Partage de midi, drame de Paul Claudel.
- Décembre : Inauguration du théâtre Réjane.

- Théâtre municipal de São Paulo. Conservatoire de musique et d’Art dramatique de São Paulo.

## Prix littéraires et récompenses
- Prix internationaux :
  - Prix Nobel de littérature : Giosuè Carducci, poète italien.

- France :
  - Prix Femina : Gemmes et moires d'André Corthis
  - Prix Goncourt : Dingley, l'illustre écrivain de Jérôme et Jean Tharaud

## Principales naissances
- 5 janvier : Pierre Seghers, poète et éditeur français († 4 novembre 1987).
- 15 février : Moussa Djalil, poète soviétique tatar († 25 août 1944).
- 13 avril : Samuel Beckett, écrivain, poète et dramaturge irlandais d'expressions anglaise et française († 22 décembre 1989).
- 9 octobre : Léopold Sédar Senghor, poète et essayiste sénégalais († 20 décembre 2001).
- 16 octobre : Dino Buzzati, journaliste et écrivain italien († 28 janvier 1972).
- 11 novembre : Lalla Romano, écrivain, journaliste et peintre italienne († 26 juin 2001).

## Principaux décès
- 6 avril : Alexander Kielland, romancier norvégien né en 1849.
- 23 mai : Henrik Ibsen, dramaturge norvégien, 78 ans